# Allar Raja
Allar Raja, né le 22 juin 1983 à Sindi, est un rameur estonien.

## Biographie
Allar Raja est décoré de l'ordre de l'Étoile blanche d'Estonie de 3e classe en 2017.

## Palmarès

### Jeux olympiques
- 9e en quatre de couple à Pékin (2008)
- 4e en quatre de couple à Londres (2012)
- Médaille de bronze en quatre de couple aux Jeux olympiques d'été de 2016 à Rio de Janeiro,  Brésil
- 6e en quatre de couple à Tokyo (2020)

### Championnats du monde d'aviron
- Championnats du monde d'aviron 2006 à Eton,  Royaume-Uni
  -  Médaille de bronze en quatre de couple
- Championnats du monde d'aviron 2009 à Poznań,  Pologne
  -  Médaille de bronze en deux de couple
- Championnats du monde d'aviron 2015 au Lac d'Aiguebelette,  France
  -  Médaille de bronze en quatre de couple
- Championnats du monde d'aviron 2017 à Sarasota,  États-Unis
  -  Médaille de bronze en quatre de couple

### Championnats d'Europe d'aviron
- Championnats d'Europe d'aviron 2008 à Marathon,  Grèce
  -  Médaille d'or en quatre de couple
- Championnats d'Europe d'aviron 2009 à Brest,  Biélorussie
  -  Médaille d'or en deux de couple
- Championnats d'Europe d'aviron 2010 à Montemor-o-Velho,  Portugal
  -  Médaille d'argent en deux de couple
- Championnats d'Europe d'aviron 2011 à Plovdiv,  Bulgarie
  -  Médaille d'argent en quatre de couple
- Championnats d'Europe d'aviron 2012 à Varèse,  Italie
  -  Médaille d'or en quatre de couple
- Championnats d'Europe d'aviron 2016 à Brandebourg,  Allemagne
  -  Médaille d'or en quatre de couple
- Championnats d'Europe d'aviron 2021 à Varèse,  Italie
  -  Médaille de bronze en quatre de couple